# Joseph Récamier
Joseph-Claude-Anthelme Récamier  (Cressin-Rochefort, Ain, 6 de novembro de 1774 – 28 de junho de 1852) foi o fundador indiscutível da cirurgia ginecológica moderna, também havia se destacado no campo da oncologia. Em particular, ele realizou a primeira histerectomia vaginal bem sucedida para o câncer; ele realizou uma extensa pesquisa sobre o processo metastático câncer e ele foi o proponente de um método de tratamento de câncer por compressão.

## Obras de Récamier

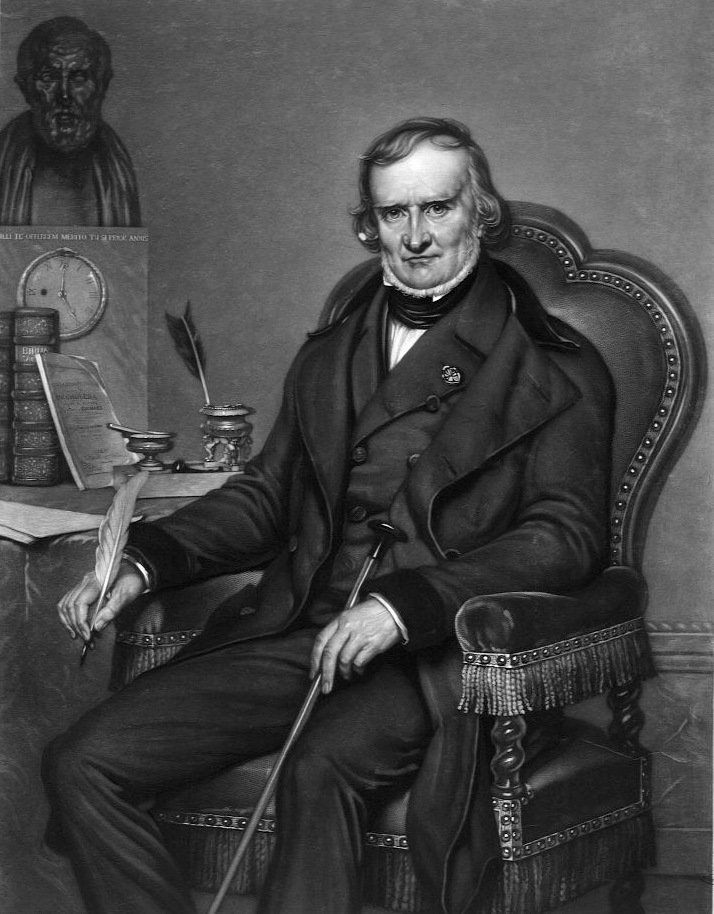
Joseph Récamier

- Recherches sur le traitement du câncer  (Pesquisa sobre Tratamento do Câncer); 1829.
- Recherches sur le traitement du cólera morbus- (Pesquisa sobre Tratamento do Cólera); 1832.